# Il Dottore

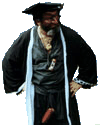

Il Dottore, ou Balanzone é um personagem da commedia dell'arte.

## Origem da personagem

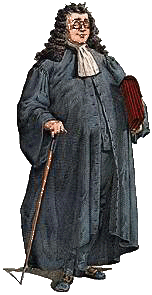
Dottore Aristocrata

Uma grossa figura de carnaval, que também aparece em peças folclóricas, como as representações inglesas com máscaras, que costumeiramente contém uma parte chamada “a cura”, consistindo da ostentação de um falso doutor onde ele se gaba de seus poderes e viagens, seguido por um pedido de abatimento nos preços, a administração da cura e a ressurreição do herói arruinado.
O Dottore tem uma visível relação com o médico charlatão.  Lodovico de’Bianchi, o Graciano dos Gelosi, foi na vida real um medico charlatão e publicou um livro de ‘conceitos’ para o papel, que provavelmente descreve seu estoque de discursos de charlatão.
O doutor é apenas o Segundo na ordem de importância aos próprios combatentes, e assim como eles ele parece ser um sobrevivente desse ritual; ele é o pai da medicina das raças primitivas, e a princípio um selvagem talentoso que assumia o controle das cerimônias.  Essa teoria sobre a origem do doutor pode a princípio ser meio vaga porque como regra ele é por si só um doutor, ou o doutor em conjunção com seu servo, que fornece a maior parte da comédia burlesca que vivifica a atuação da commedia dell'arte.  O aspecto cômico do doutor não é difícil de ser encontrado.  O curandeiro das raças selvagens é odiado tanto quanto é temido, e seu destino natural ou inevitável é se tornar alvo assim que aquele medo é perdido. Não há registros na história que indiquem que alguma vez ele tenha curado alguém.

## Posição social
Líder de uma das famílias.  Assemelha-se ao Pantalone  porém possui atitudes de exibicionismo intelectual extremamente inoportunas. É solteiro ou viúvo.  Quando se casa ele é imediatamente chifrado.  Costuma ser pai de algum dos enamorados.

## Características gerais

### Personalidade

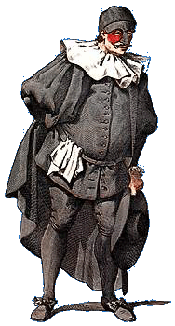
Dottore de face corada

Similar à do Pantalone, com exceção de que o Pantalone mais age do que fala e o Dottore mais fala do que age. Natural de Bologna (cidade-mãe da mais antiga universidade da Itália), nunca freqüentou a universidade.  Tem especialização em tudo, e pode falar um bocado de besteiras sobre qualquer assunto.  Ligado à boca, tanto para comida quanto para falação:  ele come muito (Bologna é a cidade onde foi criada a lasanha).  Ele é essencialmente barrigudo, e não muito intelectual.  O Dottore é encurvado, assim como o Pantalone por ser mesquinho, mais no caso dele ele não tem muito dinheiro.  Ele nunca é tirado de suas apoplexias por paródia, interrupção, ou até abuso físico.  Faz cruas piadas sexuais e tem uma fraqueza por pornografia.
É um homem velho.  Um pomposo bolognês falador de Latim.  Seu discurso é recheado de palavras ambíguas e de tagarelices. É Mesquinho com os membros da família e maçante com os outros personagens.  Tem um barrigão e se veste de preto da cabeça aos pés, exceto por um colarinho branco.  Tem as bochechas rosadas e veste uma semi-máscara preta que cobre apenas o nariz e a testa.
O Dottore é um exímio tagarelador, que não abre a boca sem falar uma frase ou citação em Latim.

### Figurino
Usa uma roupa acadêmica preta satirizando os estudantes Bologneses.  Blusa longa coberta por um casaco preto que vai até os calcanhares, sapatos pretos, meias compridas e calções, com um chapéu preto.  Lolli, no meio do século XVII, adicionou uma longa gola ao redor do pescoço e um chapéu acadêmico de feltro preto.

### Aparência física
Ele é grande, grandissimo:  esse tamanho enorme vem diretamente do carnaval e do contraste com o Pantalone.  Os tipos franceses de mais tarde se tornaram pedantes e desprezíveis, assim como o Tartuffo de Molière.

### Máscara

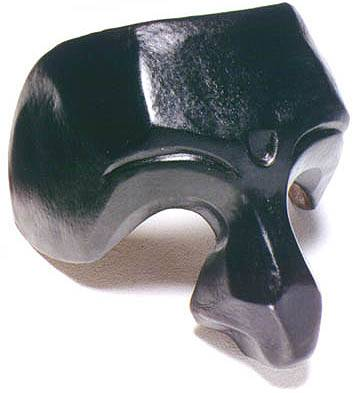
Máscara de couro

Cobre o nariz e a testa somente, dessa forma, as bochechas do ator podem ser vistas. As bochechas são avermelhadas para mostrar a fraqueza do Dottore pelas bebidas.  De acordo com Goldoni, a própria máscara tem uma origem de bebum:  a ideia da mascara reduzida que cobre apenas a testa e o nariz, foi tirada de uma mancha de vinho que desfigurou a feição de um consultor de juros desses tempos.